# Muzej istorije Hamburga
Hamburgmuzeum (  ili hm), takođe poznat kao Muzej istorije Hamburga, je muzej istorije koji se nalazi u centru grada Hamburga u severnoj Nemačkoj, u blizini Planten un Blomen parka. Na svojoj današnjoj lokaciji nalazi se od 1922. godine, iako je njegova matična organizacija počela sa radom 1839. godine.

## Istorijat
Glavnu zgradu projektovao je Fric Šumaher, a građena je u periodu od 1914. do 1922. godine.
Muzej je sagrađen na mestu prvobitnog Bastiona Henrikusa, dela baroknog utvrđenja podignutog između 1616. i 1625. godine od strane Holanđanina Jan van Valkenborga koje je služilo za odbranu grada.
Tokom velikog požara 1842. godine dvorište Muzeja je oštećeno i, zatim, u potpunosti obnovljeno 1995. godine. Staklena kupola iznad unutrašnjeg dvorišta završena je 1989. godine.
Od 1825. do 1912. godine prostor Muzeja zauzimala je Hamburška opservatorija pre nego što je preseljena u Bergedorf. Taj prostor bio je deo starih gradskih odbrambenih zidina, odnosno, dela Bastiona Henrikusa. Muzej se prethodno nalazio u školi Johaneum.
Muzej je prešao u vlasništvo države pod upravom Ota Laufera, iako je ovo izmenjeno 1999. godine.
Godine 2006. za ime muzeja usvojeno je hamburgmuseum sa skraćenicom hm. Dve godine kasnije u muzeju je sproveden program pod imenom hm freunde (Udruženje prijatelja Muzeja istorije Hamburga).

## Enterijer i sadržaj
U muzeju se nalaze mnogi artefakti sačuvani od strane "Udruženja za istoriju Hamburga osnovanog 1839. godine. Petrov portal iz hamburške crkve Sv. Petra, sagrađene 1604. godine, ugrađen je u dvorište muzeja.

## Stalne postavke
Na vebsajtu muzeja sledeće postavke se ubrajaju kao stalne:
- Hamburg u 20. veku
- Pregled značajne istorije Hamburga
- Srednjovekovni Hamburg
- Hamburg i crkva
- Hamburg u ranom modernom dobu
- Barokna Trgovačka sala
- Grad i njegove odredbe u 17. veku
- Početak modernog doba
- Požar iz 1842. godine
- Emigracija putem Hamburga
- Pomorska trgovina
- Hamburg u 21. veku
- Glavna komanda Vernerovog parobroda
- Dolazak prvih Jevreja u Hamburg
- Prosvetljenje i emancipacija
- Period Nemačkog carstva
- Vajmarska republika
- Progon i holokaust pod nacionalsocijalstičkim režimom
- Jevrejske škole
- Jevreji i preduzeća u Hamburgu
- Jevrejska područja stanovanja i uslovi života
- Sinagoga

## Posetioci
Muzej učestvuje u Noći muzeja u Hamburgu.

## Literatura
- Horbas, Claudia; Pelc, Ortwin (2002). Es brannte an allen Ecken und Enden zugleich – Hamburg 1842 Zur Ausstellung im Museum für Hamburgische Geschichte, Nov. 2002 bis Febr. 2003 (на језику: German). Heide: Boyens. ISBN 978-3-8042-1114-8.

## Spoljašnje veze
- Hamburgmuseum Portal Архивирано на веб-сајту  (16. фебруар 2012)
- Verein der Freunde des Museums für Hamburgische Geschichte e.V. Архивирано на веб-сајту  (13. јануар 2013)
- Stiftung Historische Museen Hamburg Архивирано на веб-сајту  (17. април 2013)
- Modelleisenbahn Hamburg e.V. (Hamburg Model Railway Society)